# Sphaerolobium gracile
Sphaerolobium gracile är en ärtväxtart som beskrevs av George Bentham. Sphaerolobium gracile ingår i släktet Sphaerolobium och familjen ärtväxter. Inga underarter finns listade i Catalogue of Life.